# Klackenbergia condensata
Klackenbergia condensata är en gentianaväxtart som först beskrevs av Klack., och fick sitt nu gällande namn av Kissling. Klackenbergia condensata ingår i släktet Klackenbergia och familjen gentianaväxter. Inga underarter finns listade i Catalogue of Life.